# Kaungcaang
Kaungcaang is een bestuurslaag in het regentschap Pandeglang van de provincie Banten, Indonesië. Kaungcaang telt 2569 inwoners (volkstelling 2010).